# Owca żelaźnieńska
Owca żelaźnieńska – polska rasa owcy domowej wyhodowana przez Adama Skoczylasa i Stanisława Jankowskiego w Rolniczym Zakładzie Doświadczalnym w Żelaznej, należącym do SGGW w Warszawie. 
Material wyjściowy do wyhodowania tej rasy stanowiły prymitywne owce łowickie, posiadające okrywe wełnistą zbliżoną do mieszanej. Owce te krzyżowano głównie z długowełnistą angielską rasą leicester i prowadzono selekcję w celu ustalenia rasy. 
Dążono do wytworzenia rasy dającej wartościową wełnę w warunkach chowu w gospodarstwach posiadających  gleby lekkie.   